# Movimiento Político Cien por Ciento por Colombia
Movimiento Político Ciento por Ciento por Colombia  fue un partido de minorías étnicas de Colombia. Por su condición de partido de minorías, le permite mantener su personería jurídica con tan solo tener un representante en el Congreso de la República; eso le permite dar avales para candidaturas políticas.
Yahir Acuña es su representante a la Cámara por la circunscripción especial para negritudes.